# Petar Preradović

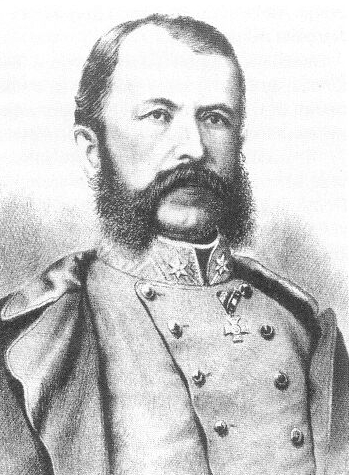
Offizier und Schriftsteller Petar Preradović

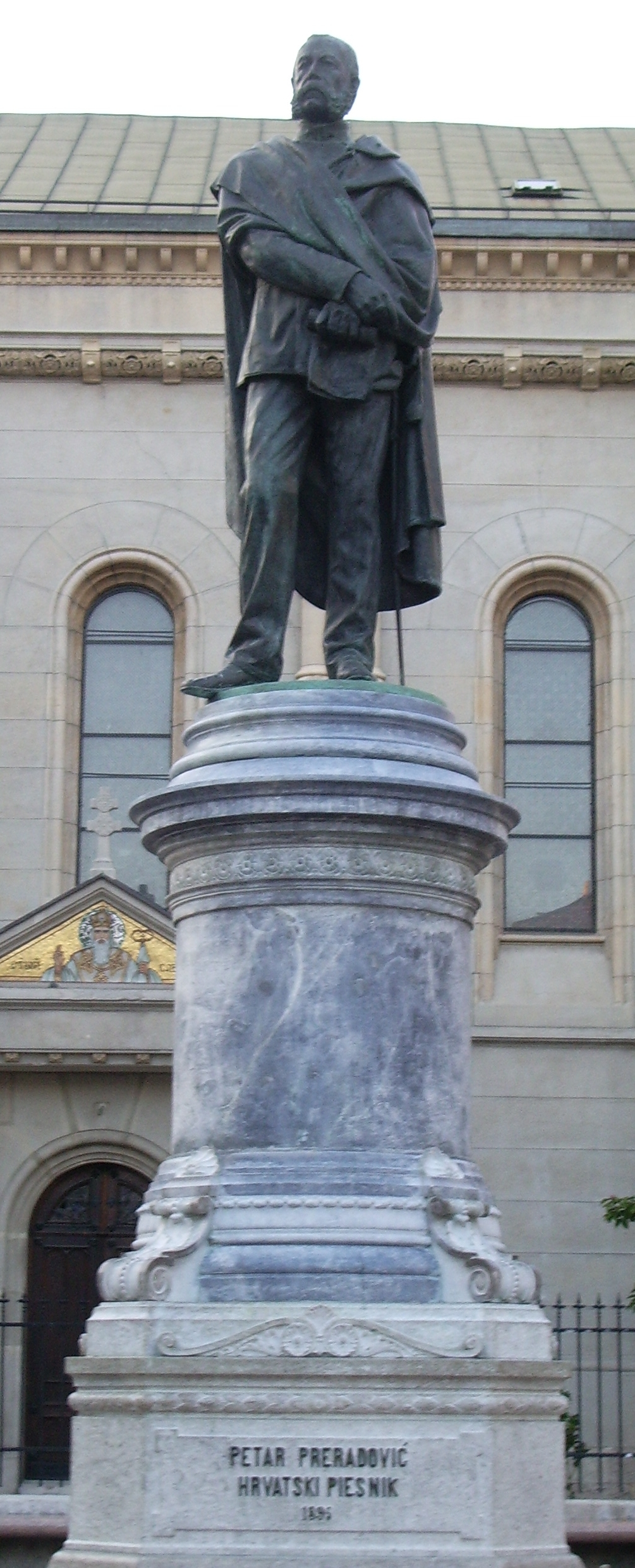
Denkmal in Zagreb

Petar Preradović (* 19. März 1818 in Grabrovnica, Militärgrenze bzw. Königreich Kroatien und Slavonien, Kaisertum Österreich; † 18. August 1872 in Fahrafeld, Gemeinde Pottenstein, Erzherzogtum Österreich unter der Enns, Österreich-Ungarn) war österreichischer und von 1867 an österreichisch-ungarischer Offizier und kroatischer Autor. Er schrieb auf Kroatisch und Deutsch. 30 Jahre nach seinem Tod wurde er als „der bedeutendste kroatische Dichter der Neuzeit“ bezeichnet und gilt bis heute als kroatischer Nationaldichter.

## Leben
Preradović wurde im Dorf Grabrovnica nahe Virovitica geboren, das damals zur österreichischen Militärgrenze gehörte. Seine Eltern gehörten der serbisch-orthodoxen Religionsgemeinschaft an. Petar Preradović strebte die Laufbahn eines Berufssoldaten des kaiserlich-königlichen Heeres an und erhielt seine Ausbildung 1830–1838 an der Theresianischen Militärakademie in Wiener Neustadt, die er als einer der Jahrgangsbesten abschloss. In Wiener Neustadt konvertierte er zum Katholizismus und begann hier erste Gedichte in deutscher Sprache zu schreiben. Nach seiner Ausmusterung war er 1838 als Unterleutnant in Mailand stationiert. Hier lernte er Ivan Kukuljević-Sakcinski kennen, der ihn inspirierte, in kroatischer Sprache zu schreiben, was er ab 1842 tat.
1843 war Preradović in Zadar in Dalmatien stationiert. Hier begann er für die kroatischsprachige Zeitung „Zora dalmatinska“ zu schreiben. 1844 wurde er Oberleutnant. 1846 wurde er in die kroatische Hauptstadt Zagreb versetzt, wo er Kontakt zu den Exponenten der so genannten Illyrischen Bewegung fand.
Im Jahr 1847 war er neuerlich in Oberitalien stationiert und kämpfte 1848 als Hauptmann gegen die italienische Einigungsbewegung. Nach seiner Rückkehr nach Kroatien 1849 wurde er enger Mitarbeiter von Feldzeugmeister Joseph Jelačić von Bužim. 1852 wurde er zum Major, 1859 zum Oberst befördert und war in Temesvár, damals Ungarn, tätig.
Im Jahre 1864 wurde ihm in Anbetracht seiner militärischen Verdienste ein Adelstitel verliehen, den Kaiser Ferdinand II. im Jahre 1626 vier Brüdern dieses Namens erteilt hatte.
1865 wurde er in Verona eingesetzt und im Dritten Italienischen Unabhängigkeitskrieg 1866, als Österreich gegen den Verlust der Lombardei kämpfte, zum Generalmajor und Brigadier befördert. 1868 war er als solcher in Pressburg, 1869 in Wien aktiv.
Preradović verfasste sein dichterisches Werk unter dem Einfluss nationaler Romantik; seine Gedichte spiegeln oft Panslawistische Ideen wider. Er interessierte sich stark für den Spiritismus und verfasste auch einige einschlägige Artikel darüber. Sein Leben im Spannungsfeld zwischen militärischer Karriere, Politik und Literatur war auch gezeichnet von schlechter Gesundheit und Spielsucht.

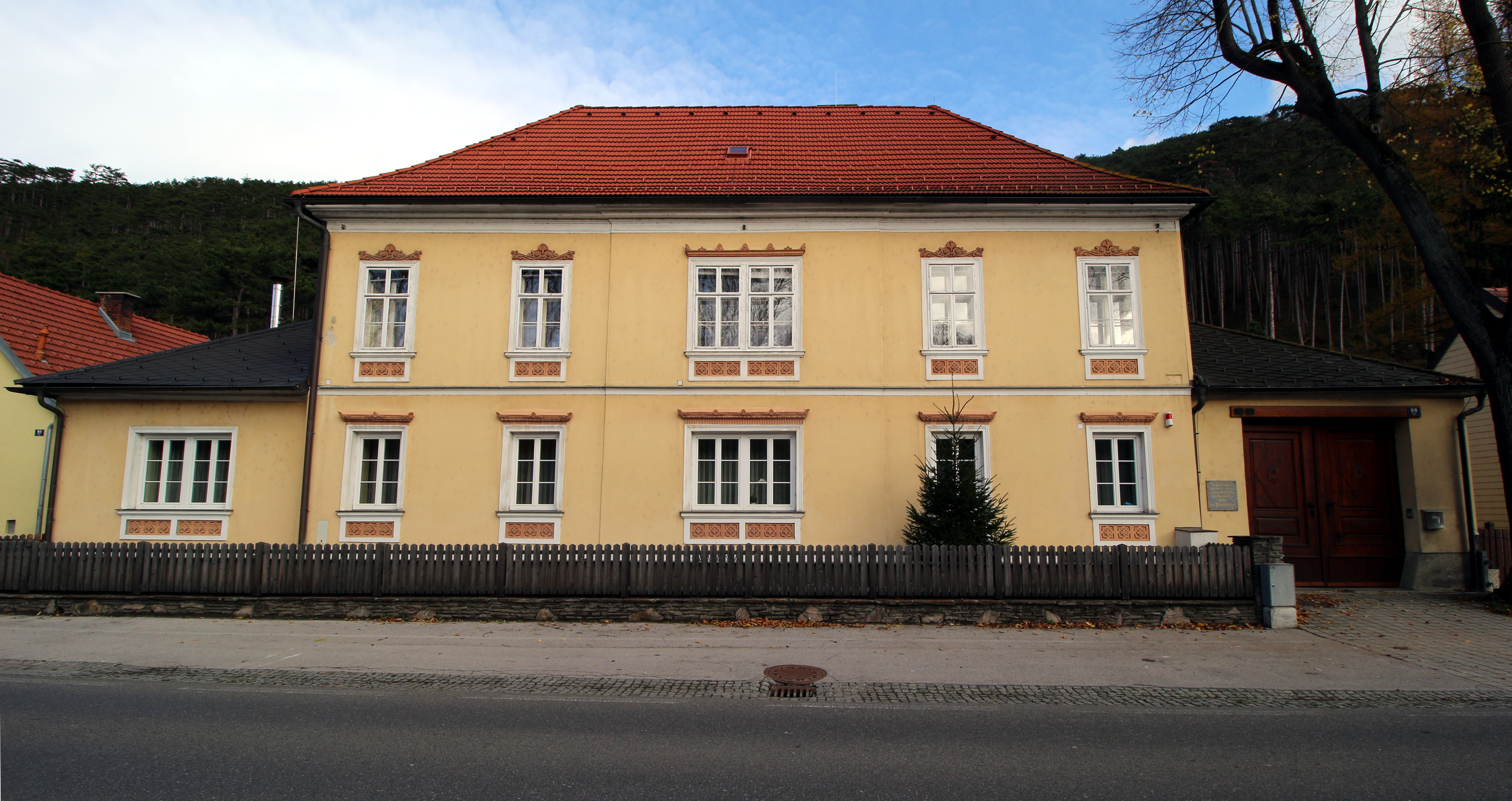
Sterbehaus von Preradović

Preradović starb im niederösterreichischen Fahrafeld im Alter von 54 Jahren. Er wurde in Wien auf dem Matzleinsdorfer Friedhof beigesetzt. Als dieser 1879 gesperrt wurde, wurden seine sterblichen Überreste auf den 1876 errichteten Mirogoj-Friedhof in Zagreb überführt.
Er hatte sieben Kinder. Eine seiner Enkelinnen war die Schriftstellerin Paula Preradović, Verfasserin der österreichischen Bundeshymne; nach ihr ist die Preradovicgasse in Wien Hütteldorf benannt. Im Roman „Pave und Pero“ veröffentlichte Paula Preradović Teile des Schriftwechsels zwischen Petar Preradović (Pero) und seiner ersten Frau Paolina de Ponte (Pave).
Auf einem Platz im Zentrum von Zagreb steht seit 1895 ein Denkmal für Preradović; der Platz trägt bis heute seinen Namen. In Wien befindet sich im 3. Bezirk am Haus Ungargasse 39, wo Preradović wohnte, eine von der Jugoslawischen Akademie der Wissenschaften und Künste angebrachte Gedenktafel für den „großen kroatischen Dichter“. Hier traf Preradović mit Vuk Stefanović Karadžić zusammen, der zu dieser Zeit ebenfalls in Wien lebte und die moderne serbische Schriftsprache kodifizierte. Nach Auffassung der in Wien tätigen serbischen und kroatischen Intellektuellen besaßen die beiden Völker eine gemeinsame Sprache.

## Werke (Auswahl)
- Das Uskoken-Mädchen (Uskočka djevojka, 1841)
- Zora puca, bit će dana (Die Dämmerung bricht, der Tag steht an, 1844)[5]
- Prvenci (Erstlinge, Gedichtesammlung, Zadar 1846)
- Putnik (1846)[6]
- Nove pjesme (Neue Lieder, 1851)
- Prvi ljudi (Die ersten Menschen, Epos, 1862)
- Vladimir i Kosara (Wladimir und Kosara, Epos)
- Kraljević Marko (Königssohn Marko, Drama)
- Slavenski Dioskuri (Slawische Dioskuren)
- An mein Vaterland (Mojoj domovini)
- Pozdrav domovini (Gruß an das Vaterland)
- Pjesnička djela (Dichterische Werke, Zagreb 1873)
- Život i pjesme (Leben und Lieder, 1909)

Eine Auswahl seiner Gedichte übersetzte Mavro Spičer ins Deutsche; sie erschienen 1895 in Leipzig.
Als Übersetzer ins Kroatische betreute Preradović Werke von Lord Byron, Goethe, Nikolaus Lenau, Dante, Zygmunt Krasiński und Alessandro Manzoni.